# Джакомо III Кріспо
Джакомо III (італ. Giacomo III Crispo; 1446 — 1480) — 17-й герцог Архіпелагу (Наксосу) в 1463—1480 роках.

## Життєпис
Походив з веронського роду Кріспо. Старший син Франческо II, герцога Архіпелагу, й Петронілли Бембо. Народився 1446 року. 1463 року успадкував владу. Втім декілька років керувала державою його мати.
Водночас 1463 року почалася нова війна Венеційської республіки і Османської імперії. Герцогство Архіпелаг опинилося втягнутим в цю війну на боці венеційців, яким було відправлено наксоські галери. У відповідь османські корсари здійснювали постійні набіги на острови герцогства. Ситуацію погіршило падіння 1470 року Негропонте та захоплення османами усією Евбеї. У 1477 року вони захопили острів Наксос, який утримували до 1479 року, коли уклали мирний договір з Венецією. За умовами цього договору піддані герцогства стали вважатися громадянами Венеціанської республіки.
Близько 1465 року одружився з Катериною Гоццадіні. Їх старша донька Флоренца в 1479 році отримала в посаг острів Санторині. Помер Джакомо III Кріспо 1480 року. Оскільки не мав синів, владу спадкував його брат Джованні III.

## Родина
Дружина — Катерина Гоццадіні.
Діти:
- Флоренца, дружина Доменіко Пізані
- Петронілла, дружина Надале да Моліни